# Форт-Рансом (Північна Дакота)
Форт-Рансом (англ. Fort Ransom) — місто (англ. city) в США, в окрузі Ренсом штату Північна Дакота. Населення — 91 особа (2020).

## Географія
Форт-Рансом розташований за координатами 46°31′28″ пн. ш. 97°55′52″ зх. д. / 46.52444° пн. ш. 97.93111° зх. д. (46.524548, -97.931144).  За даними Бюро перепису населення США в 2010 році місто мало площу 0,78 км², уся площа — суходіл.

## Демографія
Згідно з переписом 2010 року, у місті мешкало 77 осіб у 43 домогосподарствах у складі 25 родин. Густота населення становила 98 осіб/км².  Було 64 помешкання (82/км²).
Расовий склад населення:
| - 100,0 % — білих |

До двох чи більше рас належало 0,0 %. Частка іспаномовних становила 2,6 % від усіх жителів.
За віковим діапазоном населення розподілялося таким чином: 5,2 % — особи молодші 18 років, 55,8 % — особи у віці 18—64 років, 39,0 % — особи у віці 65 років та старші. Медіана віку мешканця становила 59,8 року. На 100 осіб жіночої статі у місті припадало 102,6 чоловіків;  на 100 жінок у віці від 18 років та старших — 102,8 чоловіків також старших 18 років.
Середній дохід на одне домашнє господарство  становив 75 919 доларів США (медіана — 44 000), а середній дохід на одну сім'ю — 91 258 доларів (медіана — 55 000). За межею бідності перебувало 6,5 % осіб, у тому числі 0,0 % дітей у віці до 18 років та 3,4 % осіб у віці 65 років та старших.
Цивільне працевлаштоване населення становило 60 осіб. Основні галузі зайнятості: освіта, охорона здоров'я та соціальна допомога — 38,3 %, будівництво — 18,3 %, мистецтво, розваги та відпочинок — 11,7 %, науковці, спеціалісти, менеджери — 10,0 %.